# 今日の5の2
『今日の5の2』（きょうのごのに）は、桜場コハルによる日本の漫画、およびそれを原作とするOVA・テレビアニメ・オリジナルアニメーションDVD (OAD) 作品。通称「5の2」。

## 概要
2006年3月24日に「1学期」、6月23日に「2学期」、2007年1月24日に「3学期」、3月21日に「春休み」がエイベックス・エンタテインメント（販売元・ハピネットピクチャーズ）によりOVA化。2008年1月30日には新作アニメーションを追加したDVD-BOXが発売された。
2008年秋にはテレビアニメが放送された。これにともない、『週刊ヤングマガジン』（講談社）2008年43号から3話限定で新作が掲載された。
2009年10月6日にはOAD付きの漫画文庫『今日の5の2 宝箱』が発売された。
総発行部数30万部突破。

## 内容
とある小学校のクラスを舞台に、主人公・佐藤リョータとその周囲の男子や女子の学校生活を描く。主人公は女の子のことや性的なことにはまったくと言っていいほど関心がないのだが、毎回何かしらエッチなアクシデントに巻き込まれてしまう。さわやかで可愛らしい絵柄を基調に、シリアスに見える劇画調の絵を時折割り込むのがこの作品の特徴。

## 登場人物
声はOVA版（括弧内は1学期・2学期のみの特典であるCHASE（SweetKiss）キャスト） / テレビアニメ版・OAD版の声優の順。
佐藤 リョータ（さとう リョータ）
声 - 桑島法子 / 小林ゆう
イガイガ頭の小学生。本作の主人公。スポーツが得意。明るく朗らかだが、素直じゃない所がありちょっとした事で激昂しやすい、そのためチカにはバカにされている。扱いはされないが彼もツンデレと言える。色事には興味がないのか目を背けている。
作中では損な役回りや悲惨な目にあうことが多い苦労人。
手先が器用で裁縫が得意。クラスでは保健委員。
小泉 チカ（こいずみ チカ）
声 - 門脇舞以（『3学期』以前は「門脇舞」名義）（紗綾） / 下田麻美
リョータの幼なじみ。本作のヒロイン的存在。原作5話で初登場。
攻める際は大胆で負けず嫌いだが根はしっかり者で、面倒見が良く落ち着いたお姉さんタイプである。しかし、バレンタインチョコ（テレビアニメでは調理実習のクッキー）をけなされたときは激怒した。ツンデレ気味。
男子の嗜好に理解を示すことも少なくない。リョータが他の女子と何かあったり、相原がリョータに大胆な行動をしたりすると嫉妬することが多く、リョータに対して幼馴染み以上の感情を抱いている。
浅野 ユウキ（あさの ユウキ）
声 - 高橋美佳子（ジェシカ（1学期）→梨央（2学期）） / 明坂聡美
女子の中ではリーダー的な存在。活発でおしゃべりな上に冗談好き。作者いわく「彼女にするには一番」。洗眼器が苦手である。スタイル（特に胸）を気にかけている。
料理が大好きながら下手（非常に味覚音痴なため、本人に自覚がない）であり、コウジをよく瀕死状態にさせている。
リョータが巻き込まれるトラブルに偶然遭遇することが多く、その度彼に制裁を加えている。
相原 カズミ（あいはら カズミ）
声 - 能登麻美子（留奈） / MAKO
作中、最初に登場した人物。無口で無表情、些細なことには関心がなく人前ではめったに笑わない。
小学生とは思えない意味深な発言をする事も多い。
猫のように身のこなしが良い。何かを噛もうとする癖がある。乳歯が数本ある。リョータと同じ保健委員。
ドラマCDによれば、競馬やラスベガスでギャンブルに大金をつぎ込んでは負ける親戚のおじさんがいる模様。
平川 ナツミ（ひらかわ ナツミ）
声 - 山本麻里安（李央） / 阿澄佳奈
ボーイッシュで一人称は「ボク」（ボク少女）。運動神経は抜群でクラスの男子を負かすほどスポーツ全般が得意。作者いわく「どこかの女子体育大に入り、後輩からラブレターをもらいそう」。一方で暗いところが苦手。また、天然ボケのフシがある（TV版では天然な性格が特に強調されている）。
行動や仕草がとかく男っぽく、裁縫などの女性的なものは苦手だが、涙もろかったり、動物に愛情を持つなど女の子らしさももち合わせる。
日高 メグミ（ひだか メグミ）
声 - 植田佳奈 / 本多陽子
メガネを取ると何も見えないというメガネっ娘で、お約束のロングヘアー（作者談）。スタイル（特に体重）を気にしている。
性格は比較的普通の女の子だが、何かと恥をかく役回りが多い。また、作中の主要キャラクターの中では最も胸が大きく、最も背が高い。
少なくともテレビアニメではハムスターを飼っている。
メガネにはこだわりを持っている模様。
今井 コウジ（いまい コウジ）
声 - 浅川悠 / 山戸めぐみ
リョータの友人兼ライバル。よくリョータとふざけあった末に揉める。男のプライドを持つ。スーパーボールが大好き。昔はスカートめくりの常習犯だったが、もうしていないとのこと。OVAとテレビ版で髪の色がツバサと逆になっている。
TV版では格好を付けようとするあまりスベることも。ツバサいわく「年に1度は大スベリする」。マジックも得意のようであるが、ほぼイカサマに近い。
また女子に対しては相手を立てようとするあまり墓穴を掘ることもあり、ユウキの殺人的な料理を無理して褒めたところ惚れられてしまい、その後何度も被害に遭っている模様。
河合 ツバサ（かわい ツバサ）
声 - 茅原実里 / 高垣彩陽
リョータの友人。よくふざけ合うリョータとコウジの仲裁兼ブレーキ役。宇宙に関することが大好きで、神秘に目を輝かせる。ナツミ同様にやや天然の節がある。OVAとテレビ版で髪の色がコウジと逆になっている。
テレビアニメではサラッと辛口な発言をしたり、逆にフォローに回ることも。ジャンケンがかなり強く、リョータをことごとく負かした。
ペットボトルのキャップの熱心なコレクターでもある。
田中 ハルカ（たなか ハルカ）
声 - 葉月絵理乃
リョータのクラスメイトの女子。短いツインテールが特徴。
スポーツはあまり得意ではない模様。女子同士で分け隔てなく仲が良い。
原作より登場しているが名前は不明。OVAでも詳細は不明であり、名前が明かされたのはテレビアニメになってからである。なお、「田中ハルカ」という名前はテレビアニメオリジナルである。
田村（たむら）先生
声 - 檜山修之 / 江川央生
5年2組の担任。作中の描写から体育担当の模様。
体育の授業の際に、リョータとナツミが道具を探すために扉を開けていた体育用具室を2人がいることを気づかずにその扉の鍵を閉めてしまい、それを知って戻ってきたときにリョータがナツミにいたずらで泣かせた姿を目の当たりにして自分が閉じ込めたことを棚に上げてリョータに制裁を加えた。
保健の先生
声 - 若菜よう子 / 木村はるか
保健の先生でありながら保健室を児童に任せて職員室に行くなど、保健室にいないことが多い。
この他、OVAではハナコ（声：神崎ちろ）、タロウ（声：粕谷雄太）、テレビアニメでは習字の署名や日直の名前から大木戸シュン、山口ススム、加藤サクラ、清水リサなどといったクラスメイトの存在が確認されている。

## 書籍

### 原作漫画
- 『週刊ヤングマガジン』（2002年第9号・第18号、講談社）
- 『別冊ヤングマガジン』（読切、2002年2月15日第29号、講談社）
- 『別冊ヤングマガジン』（2002年4月19日第31号 - 2003年10月17日第49号、講談社）
- 『週刊ヤングマガジン』（読切、2002年第34号・2003年第1号・第16号、講談社）

以上の雑誌にて連載・読切が掲載したものが単行本に収録。

### 単行本
- 『今日の5の2』 - 全1巻（2003年11月6日）ISBN 4-06-361178-7
- 『今日の5の2 宝箱』（2009年10月6日）ISBN 4-06-358303-1

### ファンブック
- 『みなみけ+今日の5の2 キャラファンBOOK』（2006年11月6日） ISBN 978-4-06-372190-4
- 『TV ANIMATION 今日の5の2 おふぃしゃる ふぁんぶっく』（2008年12月22日）

## OVA
2006年と2007年にかけて発売。後述のOADとは繋がりは無い。TVアニメとは違いパンチラ描写がある。

### スタッフ
- 監督 - 則座誠
- キャラクターデザイン - 小島正士
- 美術監督 - 宮本実生
- 色彩設定 - 青山まなみ
- 撮影監督 - 田村仁
- 音楽 - 湯川徹
- 音響監督 - 折田哲郎
- プロデューサー - 酒井俊治、高畑裕一郎、河野裕介、平田樹彦、藤島博章
- アニメーション制作 - 真空間（1学期・2学期）、リリクス（3学期・春休み・課外授業）
- 製作委員会 - エイベックス・エンタテインメント、真空間、パノラマ・コミュニケーションズ、ワコー、ニューライン、アット・エンタテインメント（1学期・2学期）→ エイベックス・エンタテインメント、リリクス、アット・エンタテインメント、アドネス（3学期・春休み）→エイベックス・マーケティング（課外授業）

### 主題歌
オープニングテーマ「Baby Love」
作詞 - 藤林聖子 / 作曲・編曲 - Funta / 歌 - 小泉チカ（門脇舞）、相原カズミ（能登麻美子）、浅野ユウキ（高橋美佳子）
- シングルCD『Baby Love/約束』には、CHASE（Sweet Kiss）バージョンの「Baby Love」「約束」が収録されている。

エンディングテーマ
「約束」（1学期・2学期）
作詞・作曲 - Funta / 編曲 - 延近輝之 / 歌 - 小泉チカ（門脇舞）、相原カズミ（能登麻美子）、浅野ユウキ（高橋美佳子）
「桜色風」（3学期・春休み）
作詞 - marf / 作曲・編曲 - 酒井陽一 / 歌 - 門脇舞→門脇舞以

### 各話リスト
| 話数     | 話数     | サブタイトル                         | 脚本       | 絵コンテ   | 演出   | 作画監督 |
| -------- | -------- | ------------------------------------ | ---------- | ---------- | ------ | -------- |
| 1学期    | 1時間目  | グラグラ                             | おきつみき | 山本友真矢 | 則座誠 | 小島正士 |
| 1学期    | 2時間目  | サコツ                               | おきつみき | 山本友真矢 | 則座誠 | 小島正士 |
| 1学期    | 3時間目  | マケナシ                             | おきつみき | 山本友真矢 | 則座誠 | 小島正士 |
| 1学期    | 4時間目  | メモリ                               | おきつみき | 山本友真矢 | 則座誠 | 小島正士 |
| 1学期    | 5時間目  | ダマシウチ                           | おきつみき | 山本友真矢 | 則座誠 | 小島正士 |
| 2学期    | 1時間目  | スーパーボール                       | おきつみき | 山本友真矢 | 則座誠 | 小島正士 |
| 2学期    | 2時間目  | キセカエ                             | おきつみき | 山本友真矢 | 則座誠 | 小島正士 |
| 2学期    | 3時間目  | カンサツニッキ                       | おきつみき | 山本友真矢 | 則座誠 | 小島正士 |
| 2学期    | 4時間目  | エガオ                               | おきつみき | 山本友真矢 | 則座誠 | 小島正士 |
| 2学期    | 5時間目  | オサソイ （OVAオリジナルストーリー） | おきつみき | 山本友真矢 | 則座誠 | 小島正士 |
| 3学期    | 1時間目  | トショシツ                           | 則座誠     | 山本友真矢 | 則座誠 | 小島正士 |
| 3学期    | 2時間目  | ヌキウチ                             | 則座誠     | 山本友真矢 | 則座誠 | 小島正士 |
| 3学期    | 3時間目  | アマアマ                             | 則座誠     | 山本友真矢 | 則座誠 | 小島正士 |
| 3学期    | 4時間目  | メクリ                               | 則座誠     | 山本友真矢 | 則座誠 | 小島正士 |
| 3学期    | 5時間目  | ネコノテ                             | 則座誠     | 山本友真矢 | 則座誠 | 小島正士 |
| 春休み   | 1時間目  | ヌレギヌ                             | おきつみき | 山本友真矢 | 則座誠 | 小島正士 |
| 春休み   | 2時間目  | セクラベ                             | おきつみき | 山本友真矢 | 則座誠 | 小島正士 |
| 春休み   | 3時間目  | サンキャク                           | おきつみき | 山本友真矢 | 則座誠 | 小島正士 |
| 春休み   | 4時間目  | ユビキリ（前編）                     | おきつみき | 山本友真矢 | 則座誠 | 小島正士 |
| 春休み   | 5時間目  | ユビキリ（後編）                     | おきつみき | 山本友真矢 | 則座誠 | 小島正士 |
| 課外授業 | 課外授業 | ミズカケ                             | 則座誠     | 山本友真矢 | 則座誠 | 小島正士 |

「課外授業: ミズカケ」は、2008年1月30日発売のDVD-BOX『今日の5の2 コレクタブルBOX』および、2013年3月22日発売のBlu-ray BOX『今日の5の2 Blu-ray Collection』に収録されたエピソード。

## テレビアニメ
2008年にテレビ東京系列（TXN）やAT-Xで放送。BSジャパン(現:BSテレ東)や他系列の地方局・名阪の独立局では放送されなかった。
OVAで描かれていたパンチラは自主規制されているほか、原作に登場していた携帯ゲームなども排除されている。また、オリジナルに追加されたエピソードの多くがスタッフの小学生時代の体験を元に練られており、登場するキャラクターの躍動性も増しているため、原作以上に「小学生らしさ」や視聴者に与える共感性が強調されている。全13話。
主題歌は、出演声優（小林ゆう、下田麻美、MAKO、明坂聡美、本多陽子、阿澄佳奈）で結成された声優ユニット「Friends」が担当している。

### スタッフ（テレビアニメ）
- 監督 - 長澤剛
- シリーズ構成 - 鴻野貴光
- キャラクターデザイン - 近岡直
- プロップデザイン - 小林千鶴
- 美術監督 - 平間由香
- 色彩設計 - 関本美津子
- 撮影監督 - 中田智之
- 編集 - 渡辺直樹
- 音楽 - 羽岡佳
- 音響監督 - 亀山俊樹
- プロデューサー - 中西豪
- アニメーション制作 - XEBEC
- 製作 - 5年2組保護者会

### 主題歌（テレビアニメ）
オープニングテーマ「ニセモノ」（1話 - 12話）
作詞 - 只野菜摘 / 作曲・編曲 - 植木瑞基 / 歌 - Friends
- 第13話はOPなし。代わりに第13話のEDに使用された。

エンディングテーマ
「secret base 〜君がくれたもの〜」（1話 - 3話）
作詞・作曲 - 町田紀彦 / 編曲 - YUPA / 歌 - Friends
「大爆発 NO.1」（4話 - 5話）
作詞 - 和田勝彦 / 作曲 - 和田克比古 / 編曲 - YUPA / 歌 - Friends
「夏祭り」（6話）
作詞・作曲 - 破矢ジンタ / 編曲 - YUPA / 歌 - Friends
「ユウヤケイロ」（7話 - 9話）
作詞 - Loco. / 作曲・編曲 - YUPA / 歌 - Friends
「願い」（10話 - 12話）
作詞 - Seiji / 作曲・編曲 - YUPA / 歌 - Friends
「ニセモノ」（13話）
作詞 - 只野菜摘 / 作曲・編曲 - 植木瑞基 / 歌 - Friends

### 各話リスト（テレビアニメ）
| 話数 | 話数       | サブタイトル   | 脚本           | 絵コンテ     | 演出       | 作画監督        |
| ---- | ---------- | -------------- | -------------- | ------------ | ---------- | --------------- |
| 1    | 1時間目    | グラグラ       | 鴻野貴光       | 長澤剛       | 長澤剛     | 近岡直          |
| 1    | 2時間目    | スーパーボール | 鴻野貴光       | 長澤剛       | 長澤剛     | 近岡直          |
| 1    | 3時間目    | ノリノリ       | 鴻野貴光       | 長澤剛       | 長澤剛     | 近岡直          |
| 1    | 4時間目    | アメフリ       | 鴻野貴光       | 長澤剛       | 長澤剛     | 近岡直          |
| 2    | 5時間目    | ネコノテ       | 鴻野貴光       | 上坪亮樹     | 上坪亮樹   | 小林千鶴        |
| 2    | 6時間目    | マケナシ       | 鴻野貴光       | 上坪亮樹     | 上坪亮樹   | 小林千鶴        |
| 2    | 7時間目    | ボールアライ   | 鴻野貴光       | 上坪亮樹     | 上坪亮樹   | 小林千鶴        |
| 2    | 8時間目    | ヌレギヌ       | 鴻野貴光       | 上坪亮樹     | 上坪亮樹   | 小林千鶴        |
| 3    | 9時間目    | サコツ         | 杉原研二       | 大森英敏     | 森義博     | 古川英樹        |
| 3    | 10時間目   | トショシツ     | 杉原研二       | 大森英敏     | 森義博     | 古川英樹        |
| 3    | 11時間目   | メクリ         | 杉原研二       | 大森英敏     | 森義博     | 古川英樹        |
| 3    | 12時間目   | ジッケン       | 杉原研二       | 大森英敏     | 森義博     | 古川英樹        |
| 4    | 13時間目   | ミズカケ       | 子安秀明       | 二瓶勇一     | 高橋秀弥   | 飯田宏義        |
| 4    | 14時間目   | キセカエ       | 子安秀明       | 二瓶勇一     | 高橋秀弥   | 飯田宏義        |
| 4    | 15時間目   | ウエシタ       | 子安秀明       | 二瓶勇一     | 高橋秀弥   | 飯田宏義        |
| 4    | 16時間目   | ダマシウチ     | 子安秀明       | 二瓶勇一     | 高橋秀弥   | 飯田宏義        |
| 5    | 17時間目   | エガオ         | 鴻野貴光       | 五十嵐達矢   | 五十嵐達矢 | 伊藤美奈        |
| 5    | 18時間目   | ナガレボシ     | 鴻野貴光       | 五十嵐達矢   | 五十嵐達矢 | 伊藤美奈        |
| 5    | 19時間目   | キガエ         | 鴻野貴光       | 五十嵐達矢   | 五十嵐達矢 | 伊藤美奈        |
| 5    | 19.5時間目 | キガヱ         | 鴻野貴光       | 五十嵐達矢   | 五十嵐達矢 | 伊藤美奈        |
| 6    | 20時間目   | カンサツニッキ | あおしまたかし | 鈴木利正     | 水本葉月   | 松村拓哉        |
| 6    | 21時間目   | ユウダチ       | あおしまたかし | 鈴木利正     | 水本葉月   | 松村拓哉        |
| 6    | 22時間目   | ジャンケン     | あおしまたかし | 鈴木利正     | 水本葉月   | 松村拓哉        |
| 6    | 23時間目   | ナツマツリ     | あおしまたかし | 鈴木利正     | 水本葉月   | 松村拓哉        |
| 7    | 24時間目   | カチマケ       | 杉原研二       | 藤原良二     | 剛田隼人   | 本橋秀之        |
| 7    | 25時間目   | ウチアイ       | 杉原研二       | 藤原良二     | 剛田隼人   | 本橋秀之        |
| 7    | 26時間目   | ホンヤ         | 杉原研二       | 藤原良二     | 剛田隼人   | 本橋秀之        |
| 7    | 27時間目   | サンキャク     | 杉原研二       | 藤原良二     | 剛田隼人   | 本橋秀之        |
| 8    | 28時間目   | メモリ         | 子安秀明       | 上坪亮樹     | 上坪亮樹   | 近岡直 小林千鶴 |
| 8    | 29時間目   | ハラヘリ       | 子安秀明       | 上坪亮樹     | 上坪亮樹   | 近岡直 小林千鶴 |
| 8    | 30時間目   | セクラベ       | 子安秀明       | 上坪亮樹     | 上坪亮樹   | 近岡直 小林千鶴 |
| 8    | 31時間目   | ギュウニュウ   | 子安秀明       | 上坪亮樹     | 上坪亮樹   | 近岡直 小林千鶴 |
| 9    | 32時間目   | タイフウ       | あおしまたかし | 大森英敏     | 森義博     | 古川英樹        |
| 9    | 33時間目   | ファッション   | あおしまたかし | 大森英敏     | 森義博     | 古川英樹        |
| 9    | 34時間目   | ウトウト       | あおしまたかし | 大森英敏     | 森義博     | 古川英樹        |
| 9    | 35時間目   | メシアガレ     | あおしまたかし | 大森英敏     | 森義博     | 古川英樹        |
| 10   | 36時間目   | アタタメテ     | 子安秀明       | 西森章       | 岩永彰     | 永松久芳        |
| 10   | 37時間目   | メルヘン       | 子安秀明       | 西森章       | 岩永彰     | 永松久芳        |
| 10   | 38時間目   | メルヘンII     | 子安秀明       | 西森章       | 岩永彰     | 永松久芳        |
| 10   | 39時間目   | ヒトハ         | 子安秀明       | 西森章       | 岩永彰     | 永松久芳        |
| 11   | 40時間目   | ヌキウチ       | 杉原研二       | 羽原久美子   | 大庭秀昭   | 鈴木大司        |
| 11   | 41時間目   | カモ           | 杉原研二       | 羽原久美子   | 大庭秀昭   | 鈴木大司        |
| 11   | 42時間目   | カミガタ       | 杉原研二       | 羽原久美子   | 大庭秀昭   | 鈴木大司        |
| 11   | 43時間目   | コオリ         | 杉原研二       | 羽原久美子   | 大庭秀昭   | 鈴木大司        |
| 12   | 44時間目   | ヤキイモ       | あおしまたかし | 五十嵐達矢   | 五十嵐達矢 | 松村拓哉        |
| 12   | 45時間目   | コンコン       | あおしまたかし | 五十嵐達矢   | 五十嵐達矢 | 松村拓哉        |
| 12   | 46時間目   | フクビキ       | あおしまたかし | 五十嵐達矢   | 五十嵐達矢 | 松村拓哉        |
| 12   | 47時間目   | アマアマ       | あおしまたかし | 五十嵐達矢   | 五十嵐達矢 | 松村拓哉        |
| 12   | 48時間目   | メリクリ       | あおしまたかし | 五十嵐達矢   | 五十嵐達矢 | 松村拓哉        |
| 13   | 49時間目   | ユビキリ       | 鴻野貴光       | アミノテツロ | 長澤剛     | 近岡直          |

### リリース

#### DVD
- 『今日の5の2 春』 2008年12月25日発売 - 1時間目から12時間目までを収録。
- 『今日の5の2 夏』 2009年1月21日発売 - 13時間目から23時間目までを収録。
- 『今日の5の2 秋』 2009年2月25日発売 - 24時間目から35時間目までを収録。
- 『今日の5の2 冬』 2009年3月25日発売 - 36時間目から49時間目までを収録。
- 『みなみけ!5の2!歌祭りだょ!放課後大爆発!!』 2009年4月22日発売
- 『今日の5の2 宝箱』 2009年10月6日発売（『今日の5の2』OAD付漫画文庫）
  - 本編DVDは各巻、初回限定版と通常版が同時発売されている。

#### CD
| タイトル                                | ジャンル         | リリース                                 | 補考                      |
| --------------------------------------- | ---------------- | ---------------------------------------- | ------------------------- |
| ニセモノ/secret base 〜君がくれたもの〜 | シングル         | 2008年11月5日                            |                           |
| 今日の5の2 BGM集 音祭り春夏秋冬         | サウンドトラック | 2008年12月10日                           |                           |
| BEST FRIENDS                            | ベストアルバム   | 2009年1月7日                             |                           |
| 今日の5の2 ドラマCD                     | ドラマCD         | vol.1 2008年12月25日 vol.2 2009年2月25日 |                           |
| FRIENDSHIP                              | アルバム         | 2009年9月30日                            | OAD主題歌「キタカゼ」収録 |

### 放送局
| 放送地域       | 放送局         | 放送期間                       | 放送日時                                      | 放送区分       |
| -------------- | -------------- | ------------------------------ | --------------------------------------------- | -------------- |
| 関東広域圏     | テレビ東京     | 2008年10月5日 - 12月28日       | 日曜 25時30分 - 26時00分                      | テレビ東京系列 |
| 愛知県         | テレビ愛知     | 2008年10月6日 - 12月29日       | 月曜 25時28分 - 25時58分                      | テレビ東京系列 |
| 福岡県         | TVQ九州放送    | 2008年10月6日 - 12月28日       | 月曜 26時53分 - 27時23分                      | テレビ東京系列 |
| 大阪府         | テレビ大阪     | 2008年10月7日 - 12月30日       | 火曜 27時10分 - 27時40分                      | テレビ東京系列 |
| 岡山県・香川県 | テレビせとうち | 2008年10月9日 - 2009年1月6日   | 木曜 25時58分 - 26時28分                      | テレビ東京系列 |
| 北海道         | テレビ北海道   | 2008年10月10日 - 2009年1月2日  | 金曜 26時00分 - 26時30分                      | テレビ東京系列 |
| 日本全域       | AT-X           | 2008年10月27日 - 2009年1月19日 | 月曜 10時30分 - 11時00分 （リピート放送あり） | CS放送         |

## オリジナルアニメーションDVD
2009年10月6日発売『今日の5の2 宝箱』に封入のOAD。テレビアニメ版の声優・スタッフが再結集して製作された『今日の5の2 放課後』全4話を収録したほか、『みなみけ』とのコラボレーションしたボイスドラマもある。

### スタッフ（OAD）
- 監督 - 長澤剛
- シリーズ構成 - 鴻野貴光
- キャラクターデザイン - 近岡直
- アニメーション制作 - XEBEC
- 製作 - 5年2組学級会

この他のスタッフについては、テレビアニメ版を参照。

### 主題歌（OAD）
オープニングテーマ「キタカゼ」
作詞 - 只野菜摘 / 作曲・編曲 - YUPA / 歌 - Friends
エンディングテーマ
「大爆発 NO.1」
作詞 - 和田勝彦 / 作曲 - 和田克比古 / 編曲 - YUPA / 歌 - Friends
「ユウヤケイロ」
作詞 - Loco. / 作曲・編曲 - YUPA / 歌 - Friends
「願い」
作詞 - Seiji / 作曲・編曲 - YUPA / 歌 - Friends
「secret base 〜君がくれたもの〜」
作詞・作曲 - 町田紀彦 / 編曲 - YUPA / 歌 - Friends

### 各話リスト（OAD）
| 話数    | サブタイトル | 脚本     | 絵コンテ   | 演出       | 作画監督 |
| ------- | ------------ | -------- | ---------- | ---------- | -------- |
| 放課後1 | ムシムシ     | 鴻野貴光 | 五十嵐達矢 | 五十嵐達矢 | 近岡直   |
| 放課後2 | ヒラヒラ     | 鴻野貴光 | 五十嵐達矢 | 五十嵐達矢 | 近岡直   |
| 放課後3 | ビシビシ     | 鴻野貴光 | 長澤剛     | 長澤剛     | 近岡直   |
| 放課後4 | イマサラ     | 鴻野貴光 | 長澤剛     | 長澤剛     | 近岡直   |

## イベント
- 2009年2月1日に横浜BLITZにて『今日の5の2』と『みなみけ おかえり』の合同ライブ『みなみけ!5の2!歌祭りだよ!放課後大爆発!!』が開催された。ライブを収録したDVDが2009年4月22日に発売された。このイベントには『今日の5の2』からFriends、『みなみけ』からみなみけ3姉妹とマコト役の森永理科、藤岡役の柿原徹也が参加。保坂役の小野大輔がVTR出演した。

## DVD・Blu-ray
| 巻数                                    | 発売日         | 収録内容        | 規格品番                                             |
| OVA                                     | OVA            | OVA             | OVA                                                  |
| --------------------------------------- | -------------- | --------------- | ---------------------------------------------------- |
| 今日の5の2 ①学期                        | 2006年3月24日  | 本編5話         | BBBA-6523（スペシャルEdit.） BBBA-6521（通常版）     |
| 今日の5の2 ②学期                        | 2006年6月23日  | 本編5話         | BBBA-6524（スペシャルEdit.） BBBA-6522（通常版）     |
| 今日の5の2 ③学期                        | 2007年1月24日  | 本編5話         | AVBA-26087/B（スペシャルEdit.） AVBA-26088（通常版） |
| 今日の5の2 春休み                       | 2007年3月21日  | 本編5話         | AVBA-26228/B（スペシャルEdit.） AVBA-26229（通常版） |
| 今日の5の2 コレクタブルBOX              | 2008年1月30日  | OVA全話         | AVBA-26511/5/B                                       |
| 今日の5の2 Blu-ray Collection           | 2013年3月22日  | OVA全話         | AVXA-62239/B                                         |
| テレビアニメ                            |                |                 |                                                      |
| 今日の5の2 春                           | 2008年12月25日 | 第1話 - 第3話   | KIBA-91584（初回限定版） KIBA-1584（通常版）         |
| 今日の5の2 夏                           | 2009年1月21日  | 第4話 - 第6話   | KIBA-91585（初回限定版） KIBA-1585（通常版）         |
| 今日の5の2 秋                           | 2009年2月25日  | 第7話 - 第9話   | KIBA-91586（初回限定版） KIBA-1586（通常版）         |
| 今日の5の2 冬                           | 2009年3月25日  | 第10話 - 第13話 | KIBA-91587（初回限定版） KIBA-1587（通常版）         |
| イベント                                |                |                 |                                                      |
| みなみけ!5の2!歌祭りだよ!放課後大爆発!! | 2009年4月22日  | ライブ本編      | KIBM-213/4                                           |